# Pont de Walney
Le pont de Walney (en anglais : Walney Bridge), officiellement nommé Jubilee Bridge, est un pont basculant situé à Barrow-in-Furness, Cumbria, en Angleterre. Achevé en 1908, il enjambe le chenal Walney, et relie l’île Barrow à l’île Walney. La route nationale A590, qui a son terminus ouest sur Walney, passe sur le pont.

## Historique
Les pourparlers commencèrent en 1897 sur la faisabilité de la construction d’un pont reliant Barrow-in-Furness à l’île Walney. À l’époque, les résidents de Walney étaient frustrés par le fait qu’ils devaient utiliser un ferry pour traverser le chenal Walney, et ils y voyaient aussi une occasion de commémorer le jubilé de diamant de la reine Victoria. Lorsque le pont a finalement été approuvé, de nombreuses entreprises se sont battues pour obtenir le contrat de construction, mais Sir William Arrol & Co. l’a remporté. La construction du pont a coûté 175000 livres sterling de l’époque. Elle a commencé au milieu de l’année 1905, et finalement le pont été déclaré ouvert par la maire de Barrow, Mme T. F. Taylor, le 30 juillet 1908. 
Pendant 27 ans, le pont de Walney a été un pont à péage jusqu’au 4 avril 1935, date à laquelle la défunte reine mère l’a officiellement rebaptisé Jubilee Bridge pour marquer le jubilé d'argent du roi George V, comme l’indique une plaque sur le pont, et en a remis la propriété aux habitants de la ville. Pendant la Seconde Guerre mondiale, le pont basculant était relevé chaque nuit pour s’assurer que quiconque touchait terre sur l’île Walney ne puisse pas atteindre Barrow en traversant le pont et en atteignant ses installations de construction navale. 
Le pont a maintenant plus de 100 ans et, en 2008, le conseil du comté de Cumbria a dépensé 1 million de livres sterling pour rénover le pont et le repeindre pour la célébration de son centenaire. Le pont ne doit pas être confondu avec le pont du jubilé d’Abbey Road, qui se trouve également à Barrow et est une structure classée Grade II.

## Le Pont Bleu
Le pont de Walney a souvent été surnommé par les résidents locaux « le pont bleu » en raison de sa couleur et pour le distinguer de l’autre pont du jubilé situé à Barrow. Ce surnom, cependant, a pris fin en 2008 lorsque le pont a été repeint en or et en noir. Le 100e anniversaire du pont a en effet été célébré avec d’importantes rénovations et une nuit de feux d'artifice.